# Vi negre
El vi negre, anomenat vi roig sobretot a la Catalunya del Nord i antigament vi vermell, és aquell que prové de mostos de raïm negre (Vitis vinifera), elaborat d'acord amb un procediment adient per aconseguir la difusió dels colorants continguts a la pell. El procés d'elaboració del vi negre és, en molts passos, força més simple que el del vi blanc. Això sí, requereix un control molt precís del temps i de la temperatura, i permet a cada enòleg i a cada zona d'imprimir-hi el seu segell personal o regional. El seu gust combina molt bé amb el rocafort.
El color del vi pot variar des del violeta intens, típic dels vins joves, fins al vermell maó per als vins madurs i el marró per als vins negres més vells. El suc de la majoria dels raïms morats és de color blanc verdós, i el color vermell prové dels pigments antocians presents a la pell del raïm. Gran part del procés de producció de vi negre implica l'extracció de components de color i sabor de la pell del raïm.

## Qüestió de nom
Es diu vi negre en català (si bé antigament també se'n deia vi vermell), vino nero o vino rosso -negre i vermell- en italià, red wine en anglès, rotwein "aus blauen Trauben" -vi vermell de raïm blau- en alemany, vin rouge en francès, etc. En georgià, tanmateix, es diu també vi negre (შავი ღვინო /ʃavi ɤvino/). En basc, actualment es diu ardo beltza (vi negre), però sembla que la seva denominació antiga era ardo gorria (vi vermell).

## Com es fa el vi negre

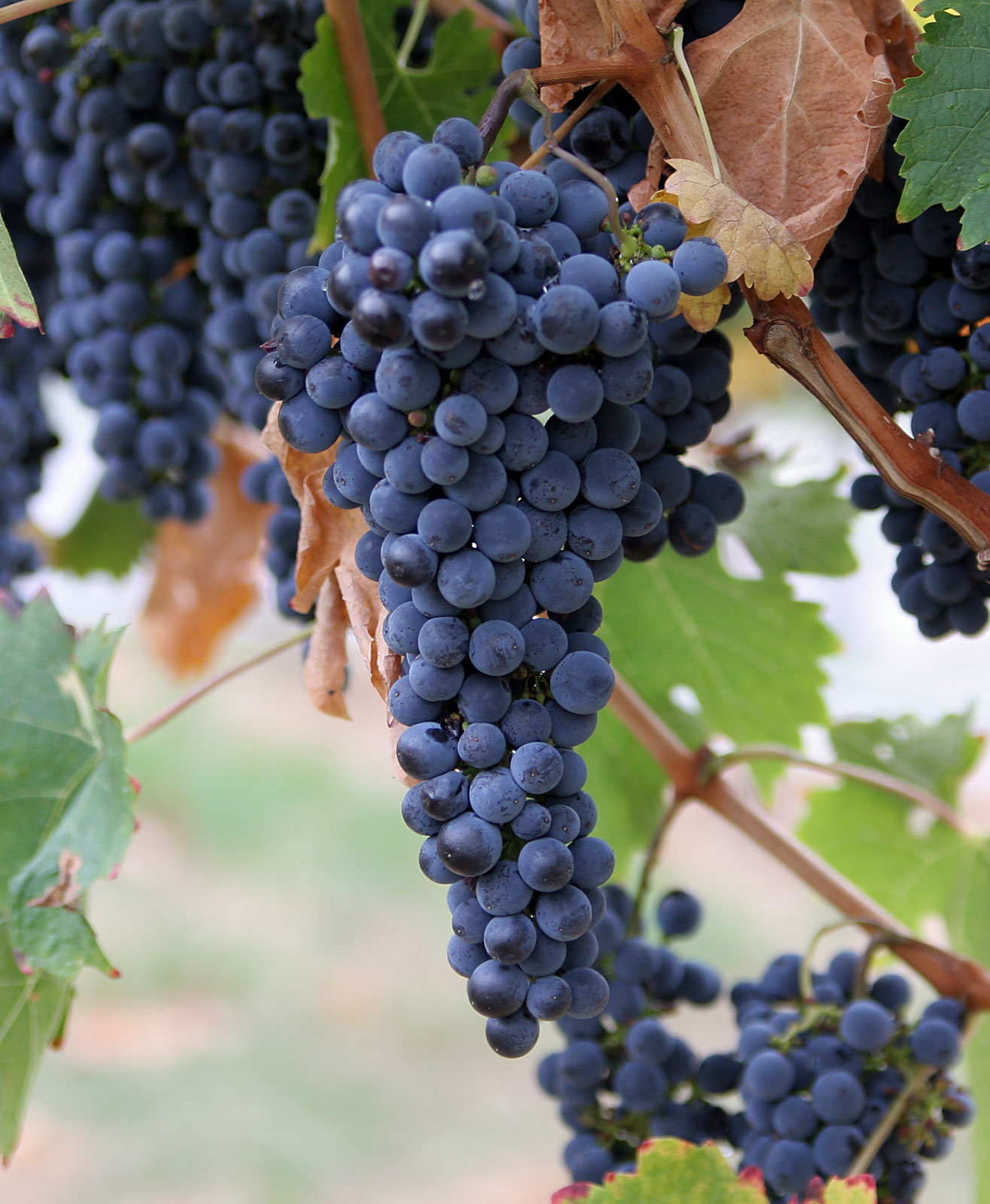
Grapa de raïm negre

### Triar el raïm
A l'hora d'obtenir un vi de bona qualitat, és fonamental la selecció de la varietat de raïm. El viticultor ha de seguir dues regles d'or; al marge de tenir en compte el clima en què creixen les vinyes primer; trobar la varietat que afavoreix la qualitat i no la quantitat; en segon lloc, adaptar els mètodes de conreu a la varietat escollida.
L'elecció també ha de tenir present com són els grans de raïm de cada varietat. Els aspectes determinants en el resultat de la vinificació són; la grandària –els més petits produeixen el vi més concentrat--, la pell –-com més gruixuda, més aroma, coloració i tanins aportarà al vi--, el pigment i la riquesa fenòlica –elements específics de cada varietat— i la composició dels grans –-l'acidesa, l'equilibri de sucres i altres factors que en definiran el grau alcohòlic--.
També és essencial que es recol·lecti el raïm quan ja està del tot madur. Per assegurar-se'n, els viticultors realitzen anàlisis de l'acidesa i del contingut de sucre dels grans.

### La verema exclosa i els segons vins
En l'elaboració dels grans vins s'exclouen les tines de vi obtingut de ceps joves i el raïm dels ceps que voregen el vinyar. També es descarten les tines que, per altres raons, es considera que no han assolit el nivell desitjat.
En alguns casos, en anys molt dolents o, al contrari, molt bons, la verema exclosa pot arribar a suposar la meitat del total, per aquest motiu, hi ha cellers productors de grans vins que l'aprofiten per elaborar el denominat segon vi, naturalment de categoria inferior. Altres vegades es ven sota una marca comercial diferent.

### Verema negra

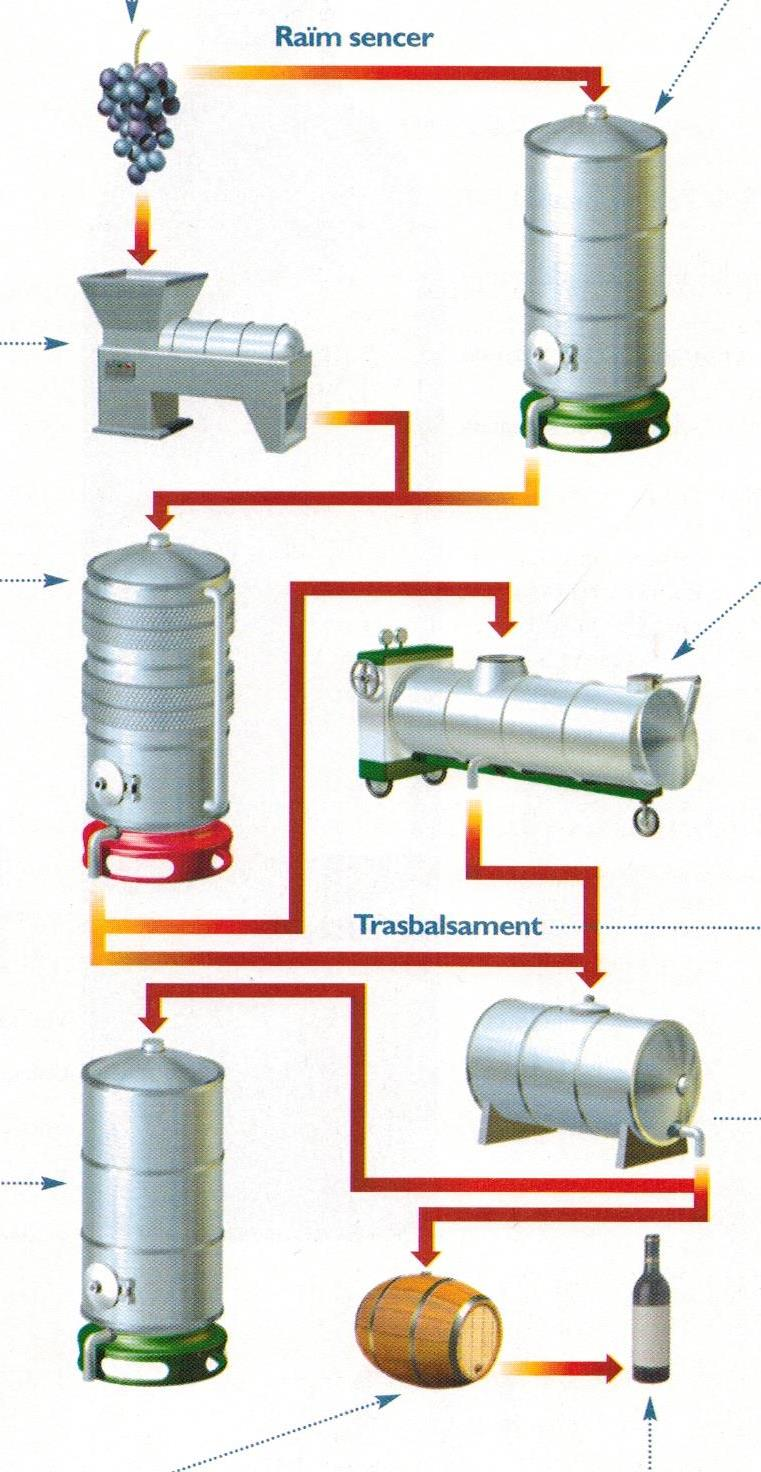
Com s'elabora modernament el vi negre

A partir d'una selecció de raïm negre s'inicia el procés de vinificació, el qual pot començar de dues maneres diferents: o bé amb l'aixafada, comuna a la vinificació de blancs i rosats, o bé amb la maceració carbònica –per fer vi jove--, en la qual els grans de raïm resten sencers.

### Separació de la rapa i aixafada
Es folla, pitja, pisa, pilsa o trepitja el raïm per a convertir-lo en pasta de verema, però abans se'n separa la barrusca o rapa --branca a la qual van units els grans de raïm-- per tal d'eliminar tanins i reduir el volum de la verema un 25%, aproximadament.

### Fermentació i remuntatge
S'emmagatzema la pasta en tines perquè es produeix la fermentació i, al mateix temps, la maceració. A diferència del vi blanc, la fermentació es fa sobre el most amb les pellofes. És necessari afegir-hi l'operació diària de remuntatge, en la qual es fa pujar el most del fons perquè s'impregni del barret de pellofes que sura a dalt i se n'obtinguin els pigments.

### Fermentació malolàctica
Per als vins negres es busca una segona fermentació. Coneguda com a fermentació malolàctica, transforma l'àcid màlic en àcid làctic mitjançant l'acció dels bacteris làctics continguts al vi. Aquesta fermentació elimina qualsevol aspecte aspre i agressiu del vi alhora que li dóna més suavitat i estabilitat. Es realitza o bé en una tina o bé directament en una bóta.

### Conservació
El pas final de la vinificació correspon a la conservació del vi fermentat en tines d'acer inoxidable. El temps és determinat per la qualitat del vi que es vol obtenir.

### Criançao envelliment en bota
En els casos en què es volen elaborar criances, reserves o grans reserves, es posa el vi en botes. L'envelliment dels vins negres en fusta és, respecte a les categories anteriors, de sis mesos, 12 mesos i 24 mesos.
Les botes oxiden, gràcies a la porositat de la fusta, el líquid que hi és contingut, característica molt preuada en vins. Una altra virtut n'és que li cedeixen tanins de la fusta, estructurant-lo, donant-li cos i estabilitzant-ne la matèria colorant davant de possibles precipitacions. Una darrera virtut és que cedeixen algunes aromes de la fusta al vi. Entre totes les fustes es prefereix el roure per les seues aromes de vainilla, canyella i d'altres, a més de tenir la mida idònia dels microporós de la fusta per a l'intercanvi gasós, com si fos una membrana semipermeable. Els millors roures pertanyen a la varietat francesa limousin, i a l'americana.

### Maceració carbònica
El color negre de la pell està en els antocians, una substància que només es dissol bé en alcohol. És per açò que si es vol obtenir un vi negre o rosat és necessari que la pellofa estiga en contacte amb most fermentat. Una alternativa n'és la maceració carbònica, típica dels rosats i clarets; una altra n'és la vinificació en negre.
Després de la verema es pot deixar el raïm en dipòsits de poca profunditat a fi que es produïsca la maceració carbònica. En aquest procés s'inicia la fermentació amb el raïm encara en xanglots.
Es diposita la verema en un tanc hermètic abans de ser trepitjada. Amb el most que surt dels grans de raïm, aixafats pel seu propi pes, s'inicia la maceració i, alhora, la fermentació, que té lloc a l'interior dels grans. El gas carbònic que produeix la fermentació crea una atmosfera anaeròbica i provoca diverses reaccions que impregnen el most d'aromes peculiars (fruits rojos del bosc, làctics i regalèssia).

### Premsatge
Aquest pas --que en el cas dels vins blancs és previ i no posterior a la fermentació-- consisteix a premsar les partícules sòlides de la pasta de verema per a extreure'n el most de premsa, encara molt aspre i ple de tanins. Després es barreja amb el most en flor --sense premsar--, de qualitat superior.
El premsat en l'elaboració del vi és el procés mitjançant el qual s'extreu el suc del raïm. Això es pot fer amb l'ajuda d'una premsa de vi, a mà o fins i tot amb el pes dels grans i els raïms. Històricament, els raïms intactes es trepitjaven a peus, però a la majoria de cellers actuals, el raïm es passa per una trituradora/desrapadora, que treu els grans individuals de les tiges i trenca les pells, alliberant una mica de suc, abans de ser premsat. Hi ha excepcions, com el cas de la producció de vi escumós en regions com la Xampanya, on tradicionalment es premsa el raïm sencer amb les rapes incloses per produir un most més lleuger i baix en fenòlics.
En la producció de vi blanc, el premsat sol tenir lloc immediatament després del trepitjat i abans de la fermentació primària. En la producció de vi negre, el raïm també es premsa, però el premsat normalment no té lloc fins després o prop del final de la fermentació, i el temps de contacte entre la pell del suc i el raïm filtra color, tanins i altres compostos fenòlics de la pell. Aproximadament entre el 60 i el 70% del suc disponible dins del raïm, el suc de flor lliure, es pot alliberar mitjançant el procés de premsat i no requereix l'ús de la premsa. El 30-40% restant que prové del premsat pot tenir nivells de pH més alts, una acidesa titulable més baixa, una acidesa volàtil potencialment més alta i continguts fenòlics més alts que el suc de flor lliure, depenent de la quantitat de pressió i esquinçament de les pells, i produirà un vi més astringent i amarg.
Els enòlegs sovint mantenen el vi flor i el vi premsat separats (i potser fins i tot aïllen encara més el vi produït per diferents nivells de pressió/etapes de premsat) durant gran part del procés d'elaboració del vi, ja sigui per embotellar per separat o, posteriorment, barrejar porcions de cadascun per fer un vi més complet i equilibrat. A la pràctica, el volum de molts vins es fa amb un 85-90% de most flor i un 10-15% de most premsat.

### Transvasament o sagnat
Se separa el most en flor de les pellofes. Aquestes van a la premsa, mentre que el most en flor es trascola o trafega (transvasa, traspassa) a un nou dipòsit amb la finalitat d'airejar-lo i clarificar-lo.

### Fermentació malolàctica
En aquest punt el vi encara conté àcid màlic, que el fa aspre, herbaci i àcid. Mitjançant una segona fermentació es converteix l'àcid màlic en làctic per l'acció dels bacteris (dels gèneres Leuconostoc, Pedicoccus i Lactobacillus), la qual cosa elimina l'excés d'acidesa del vi i en millora el gust.

### Embotellament

Una copa de vi negre

Quan el vi ha arribat al punt esperat de maduresa, s'embotella per ser comercialitzat o perquè encara continuï durant un temps l'evolució dins l'ampolla. El període en varia segons el tipus de vi.

## Classificació dels vins negres segons envelliment
Segons el temps d'envelliment dels vins en la barrica i en l'ampolla, els vins negres es classifiquen en:
- Vi jove: no ha passat cap temps en la barrica o no el suficient per a ser considerat criança.
- Vi semi-criança: són aquells vins que han estat menys de 6 mesos en bóta. No es poden considerar vins de criança però tenen una vida una mica més superior que els vins joves.

- Criança: ha passat entre sis i dotze mesos en la barrica (segons el marcat per les diverses denominacions d'origen), i roman reposant en l'ampolla fins a complir dos anys després de la seva elaboració, abans de poder ser comercialitzat.
- Reserva: com a mínim un any en la barrica i repòs en l'ampolla fins a haver transcorregut tres anys des de la seva elaboració.
- Gran reserva: almenys divuit mesos en la barrica i la resta en l'ampolla, i pot comercialitzar-se després del sisè any. A aquesta etapa només arriben les collites excepcionals.

## Consum
Europa i Amèrica del Nord són consumidors importants de vi negre, amb variacions en els comportaments de compra entre països. Els nord-americans prioritzen la varietat de raïm a l'hora de comprar vi, mentre que els espanyols se centren en l'AOC, i els consumidors suïssos busquen el millor preu.
Al Regne Unit, el volum de consum de vi negre va augmentar un 35,71% entre el 2001 i el 2005, convertint-lo en el vi més consumit del país, representant més de la meitat del consum total de vi. El vi negre representa el 52% del consum total de vi a Espanya, el 55,6% a Itàlia el 2004, i el 70% a Suïssa.
Al Canadà, el vi negre domina amb una quota del 52,3% de les vendes totals de vi el 2004, tot i que hi ha disparitats regionals, i el Quebec el prefereix encara més. Als Estats Units, hi ha un equilibri entre el vi blanc, preferit per les dones, i el vi negre, preferit pels homes.
El vi negre està guanyant quota de mercat en molts països . Tot i que el vi blanc continua sent el preferit a Austràlia, el consum de vi negre està experimentant un creixement significatiu. Al Japó, el consum de vi negre supera ara el vi blanc, representant el 48% del total de vi consumit en comparació amb el 43% del vi blanc. Tot i que la quota de mercat del vi negre pot estar augmentant en relació amb altres tipus de vi, el volum total de consum de vi està disminuint en diversos països. Per exemple, el consum de vi a l'Argentina ha disminuït constantment, arribant a un canvi del -10% entre el 2003 i el 2004.
El 2013, la Xina va superar França i Itàlia per convertir-se en el major consumidor mundial de vi negre.

## Aspectes culinaris

###### Vi negre com a part integral d'un plat
El vi negre es pot utilitzar en la creació de molts plats, ja sigui d'entrants, plats principals o fins i tot postres. Es pot utilitzar fred, a temperatura ambient o fins i tot calenta. També s'utilitza per marinar i cuinar aliments.
Un vi negre que pugui utilitzar-se en la cuina, ja sigui per a adobs o per a salses, deu primer tenir cos i no presentar un sabor terrós pronunciat. La calor de la cocció posa a prova la finor d'un vi, de res serveix triar un vi senyorial. Una salsa pot quedar perfecta amb un simple vi corrent.
També s'utilitza per marinar i cuinar aliments. Quan es marina la carn, el vi negre no només hi afegeix sabor, sinó que també la fa estovadora. El col·lagen del teixit connectiu de la carn és atacat, afluixat i parcialment gelatinitzat per àcids, tanins i altres components del vi, cosa que fa que la carn sigui més tendra i alliberi sabor. Si la carn es marina durant massa temps, l'àcid tartàric pot dominar el sabor. Els marinats de vi negre són més adequats per a carns fosques com ara xai, vedella, caça o aus salvatges.
Quan es cuina amb vi negre, el vi es bull per reduir-lo a la meitat, concentrant-ne els ingredients com ara àcids i tanins. Això intensifica els processos de descomposició bioquímica que tenen lloc durant la cocció, augmentant així la gamma d'ingredients actius implicats, cosa que pot tenir un efecte positiu en la formació d'aromes i la consistència dels aliments que es cuinen. Per exemple, un plat clàssic com el Coq au Vin utilitza un gall com a ingredient original, la carn fosca del qual pot formar una simbiosi de sabor amb el vi negre durant un procés de cocció llarg i lent. Salses com la salsa bordelesa i altres salses també poden adquirir una aroma forta i un color fosc mitjançant l'addició de vi negre molt reduït (bullit), de manera que el color no només es deu als pigments del vi negre, sinó també a les substàncies torrades que es formen durant la producció de la salsa. Si un plat només s'arrodoneix amb vi negre al final del procés de cocció, és a dir, si el vi no es cuina amb el plat, el gust del vi negre esdevé particularment prominent, per la qual cosa s'ha de dosificar el vi amb cura perquè no domini el gust i el color del plat o la salsa. El vi negre de baixa qualitat no és apte per cuinar perquè durant el procés d'ebullició es poden afegir ingredients desagradables com ara àcids immadurs i tanins.

## Producte derivat

###### Vinagre de vi negre
Vinagre de vi negre és el producte de la fermentació àcida (o acètica) que sofreix el vi negre. Aquest líquid conté àcid acètic, obtingut mitjançant l'oxidació de l'etanol, l'alcohol contingut en el vi. Si el vinagre de vi blanc té un color groguenc, el vinagre de vi negre roman vermell. A més de l'àcid acètic, el vinagre conserva tots els principis fixos i sals que existien en els vins.
A França, a principis del segle xx , per a compensar una sobreproducció de vi, es va decretar que els vinagres havien de tenir una graduació alcohòlica superior a 6°, excepte a Alsàcia. Fa uns anys, aquesta obligació va ser eliminada. Per això, els vinagres agredolços, que eren molt comuns, van estar prohibits durant molt de temps. El vinagre de vi conté acetilmetilcarbinol (acetoïna) (CH3-CO-CHOH-CH3), que es forma durant la fermentació alcohòlica. Està present en els vins en dosis mitjanes de 10 mg/l i que varien de 2 a 18 mg/l. De fet, procedeix de l'oxidació enzimàtica del butan-2,3-diol.
Antigament el vinagre s'utilitzava per les seves propietats antisèptiques o en la fabricació de “vinagres medicinals” i “vinagres destil·lats aromàtics”. Compte la llegenda que Antoine Maille, avantpassat del fundador de la marca del mateix nom, va detenir la gran pesta de 1720 a Marsella amb el seu “vinagre dels quatre lladres”, elaborat a partir de vinagre de vi.

## Efectes sobre la salut
Com que el vi negre conté alcohol, pot tenir efectes perjudicials sobre el fetge i el pàncrees, empitjorar els símptomes de la gota i causar accidents cerebrovasculars quan es beu en excés. També és recomanable no beure vi negre durant l'embaràs.
S'ha proposat que el resveratrol, un polifenol del vi negre, podria ajudar a prevenir problemes cardíacs i coàguls de sang si el vi es consumeix en petites quantitats. Tanmateix, falta recerca i no es poden treure conclusions definitives amb les proves actuals.

## El vi negre en l'art

###### Pintura
El vi negre, ja sigui servit, en garrafa, o en got, és un tema important en l'art. Les pintures de Bacus/Dionís solen tenir vi blanc o negre o elements que ho componen i accions que suggereixen la seva presència. El color del vi variarà segons els artistes i les èpoques de creació de l'obra. Com tots els altres vins, el seu ús en l'art és un mitjà per a expressar la festa, la celebració.
També s'utilitza com a símbol de la borratxera, especialment avui dia quan s'associa amb la barra d'un bar i colors de cara una mica enrogits. Diego Velázquez ja en 1629 havia pintat el quadre amb el nom  Els borratxos (El triomf de Bacus) on el vi negre estava present.

També és possible trobar-los en natures mortes, generalment en garrafa o got, especialment quan conté caça. No obstant això, el vi blanc o lleugerament rosat sembla tenir avantatge per a això gràcies a l'efecte de transparència que aporta.

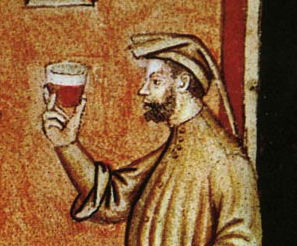
Taccuino Sanitatis, manuscrito del siglo XIV, Biblioteca Casanatense, Roma.
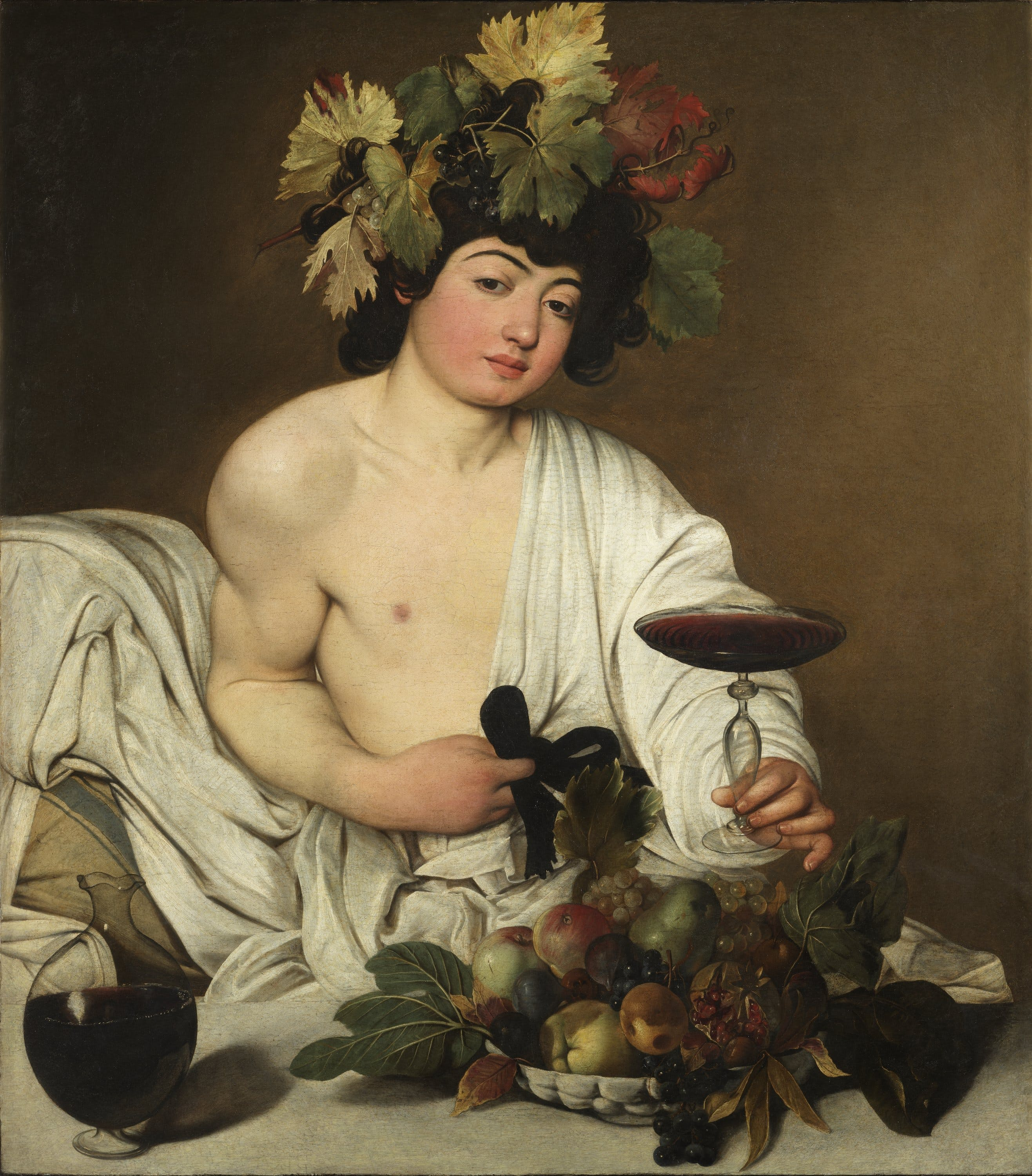
Caravaggio (1593) Baco, Galería de los Uffizi, Florencia.
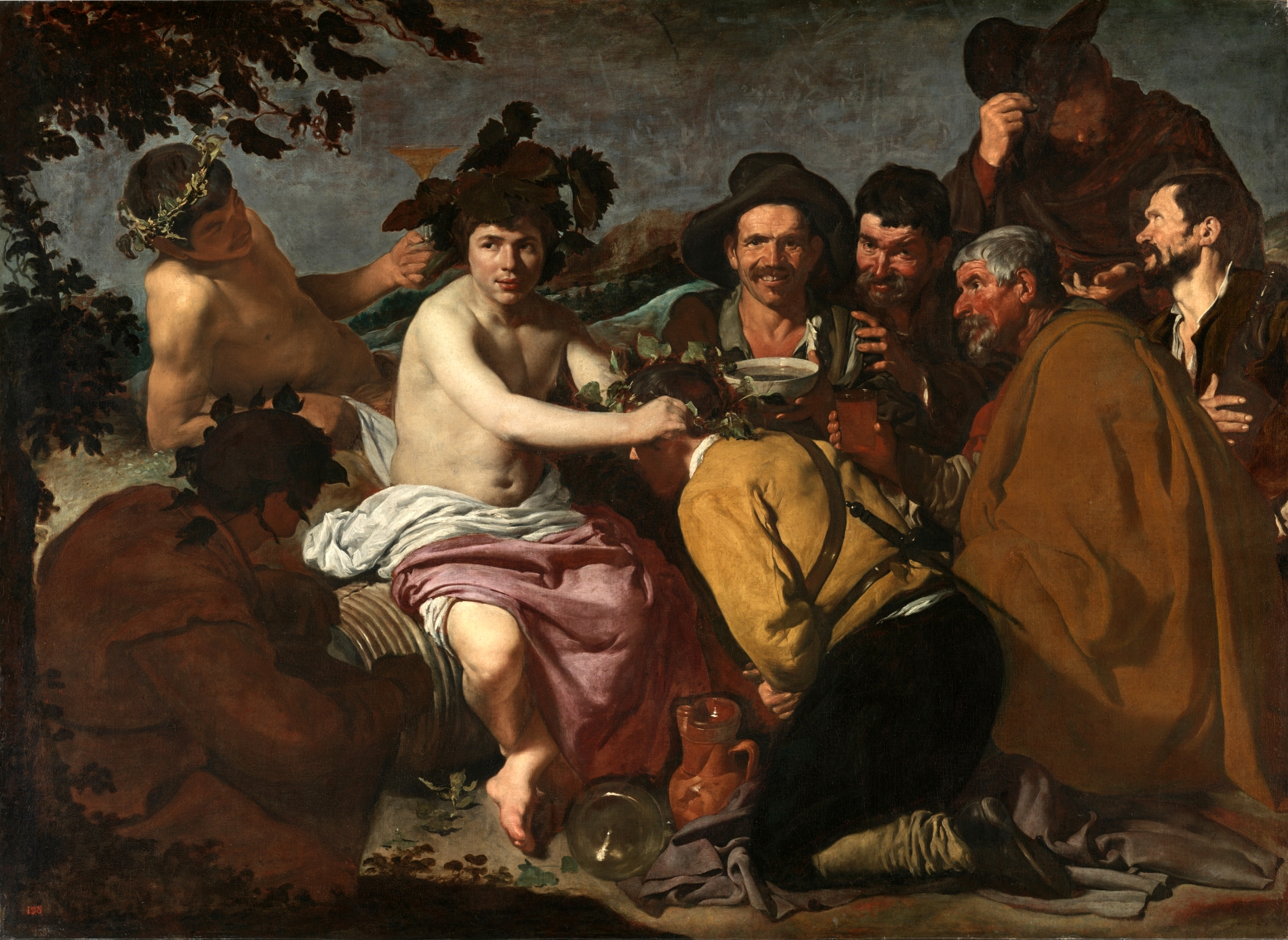
Diego Velázquez (1629) Els borratxos, Museo del Prado, Madrid.
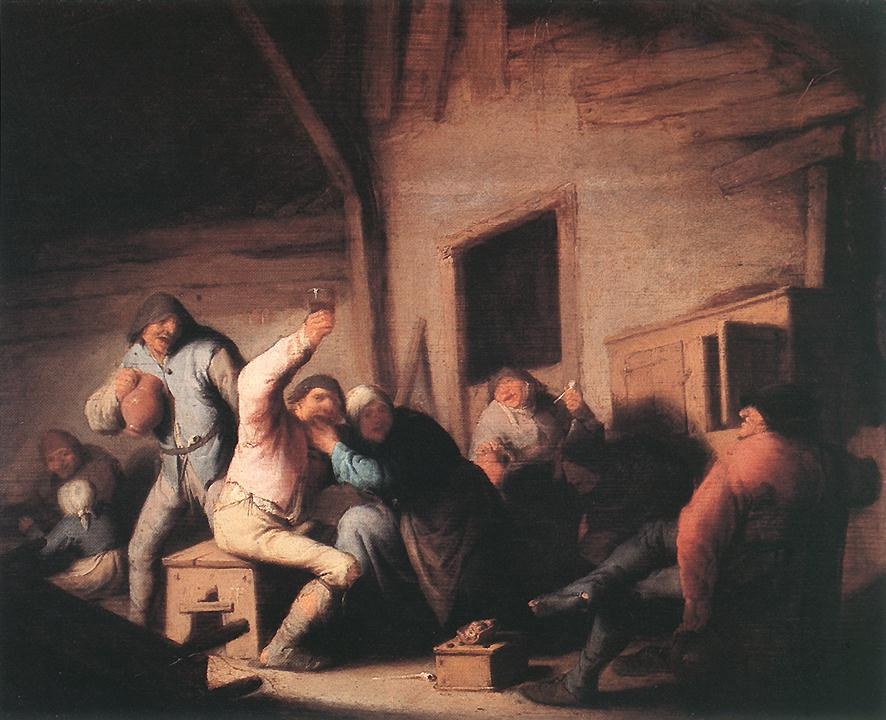
Adriaen van Ostade (hacia 1635), Campesinos en la taberna.

###### Cinema
Moltes pel·lícules transcorren entre vinyes, amb una acció que gira entorn de l'elaboració d'un vi negre. Sovint tradueixen un art de viure o un saber fer, per exemple en la pel·lícula Un gran any de Ridley Scott, on Max, un comerciant anglès, rep en herència una finca vinícola després de la mort del seu oncle i després torna al Luberon. “Sota el sol, en el cor del dolç estil de vida provençal, Max investigarà i descobrirà que la vida ha d'assaborir-se com un gran vi".
Altres pel·lícules tenen “vi negre” en el seu títol, com a Nit de vi negre del director portuguès José María Nunes o fins i tot una copa o una ampolla de vi negre en el seu cartell, com La soup aux choux de Jean Girault on es veu a Jean Carmet amb una ampolla de vi negre a la mà.
Més recentment, un curtmetratge inspirat en Romeo i Julieta confereix al vi negre el paper protagonista en Du Rouge à l’âme.

###### Literatura
Hi ha milers de cites d'autors, poetes i filòsofs sobre el vi en general, encara que menys sobre el color del vi. Molt sovint, el vi negre s'utilitza com a símbol d'alegria, plaer, fraternitat i, per descomptat, embriaguesa. La pròpia Bíblia, a la Bíblia i a la literatura bíblica — des de Noé plantant un vinyer i emborratxant-se en el Gènesi a Jesús fent el miracle de convertir una important quantitat d'aigua en vi en les noces de Caná i posteriorment incorporant el vi com a part del ritual principal del cristianisme: l'Eucaristia, només fa referència al seu color en el llibre de Proverbis (XXXIII, 32). En aquest passatge:
| «                                  | “Ha d'omplir les copes que tenyeix de robí i ingereix amb voluptuositat" | » |
| — llibre de Proverbis (XXXIII, 32) |                                                                          |   |

En els seus Diàlegs i Entrevistes Filosòfiques, Voltaire parla de les pintes de vi negre que el germà Rigolet va aconseguir obtenir de l'Emperador de la Xina. El germà Rigolet li demana vi negre a l'emperador, però després li pregunta per què vi negre en lloc de blanc (que, segons ell, és millor per a l'esmorzar). Rigolet llavors respon que vol convertir el vi en sang, la qual cosa diverteix a l'emperador qui accedeix a jugar el joc. Després el germà li conta tota una història sobre Déu i pronuncia unes paraules en llatí per a finalment poder prendre's l'ampolla.

#### Cinema
Moltes pel·lícules transcorren entre vinyes, amb una acció que gira entorn de l'elaboració d'un vi negre. Sovint tradueixen un art de viure o un saber fer, per exemple en la pel·lícula Un gran any de Ridley Scott, on Max, un comerciant anglès, rep en herència una finca vinícola després de la mort del seu oncle i després torna al Luberon. “Sota el sol, en el cor del dolç estil de vida provençal, Max investigarà i descobrirà que la vida ha d'assaborir-se com un gran vi".
Altres pel·lícules tenen “vi negre” en el seu títol, com a Nit de vi negre del director portuguès José María Nunes o fins i tot una copa o una ampolla de vi negre en el seu cartell, com La soup aux choux de Jean Girault on es veu a Jean Carmet amb una ampolla de vi negre a la mà.
Més recentment, un curtmetratge inspirat en Romeo i Julieta confereix al vi negre el paper protagonista en Du Rouge à l’âme.

###### Fotografia

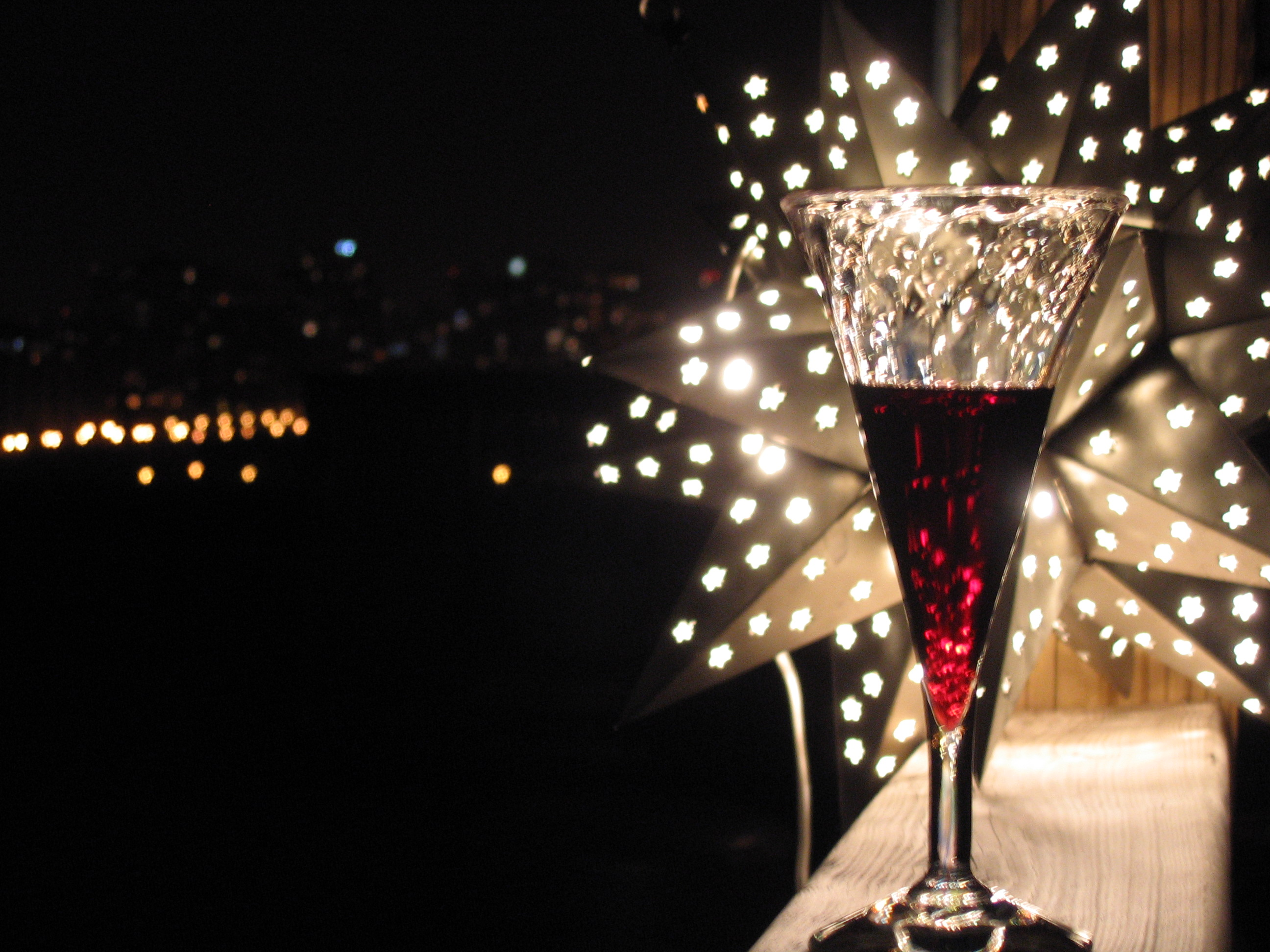
Estrelles i got
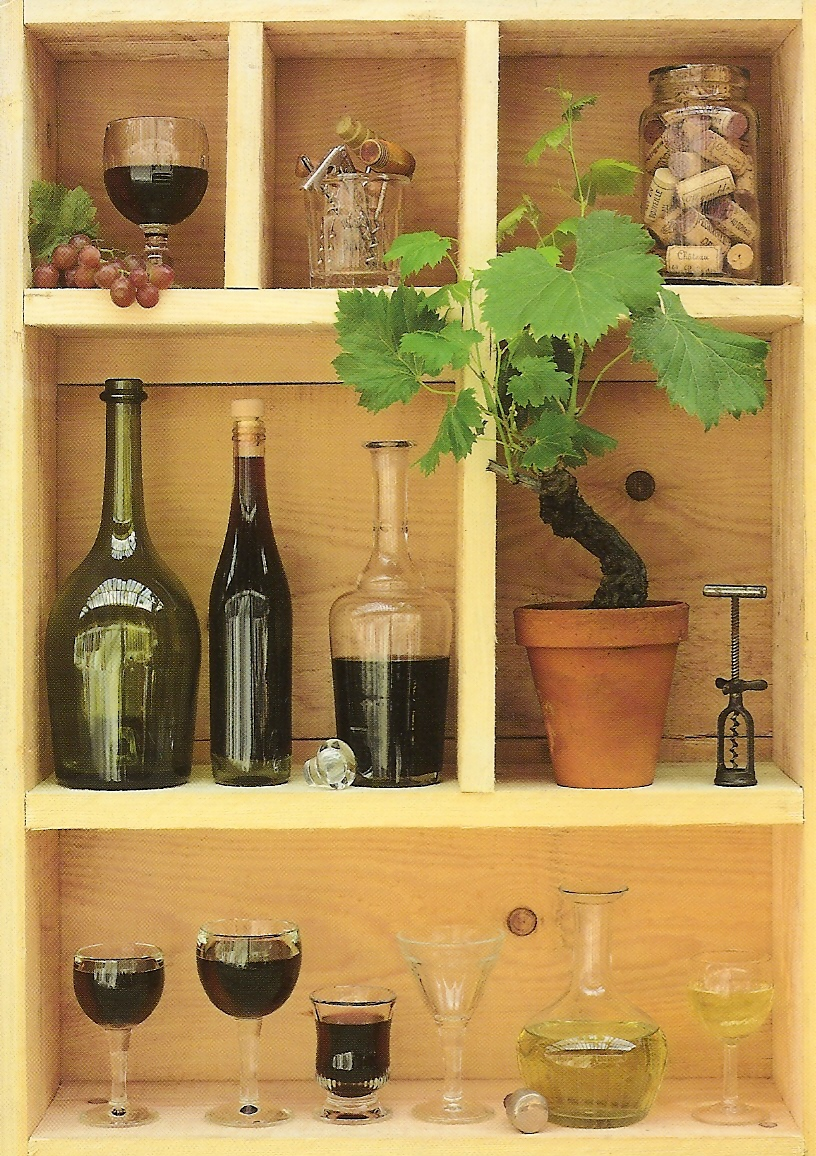
Composició al voltant del vi.
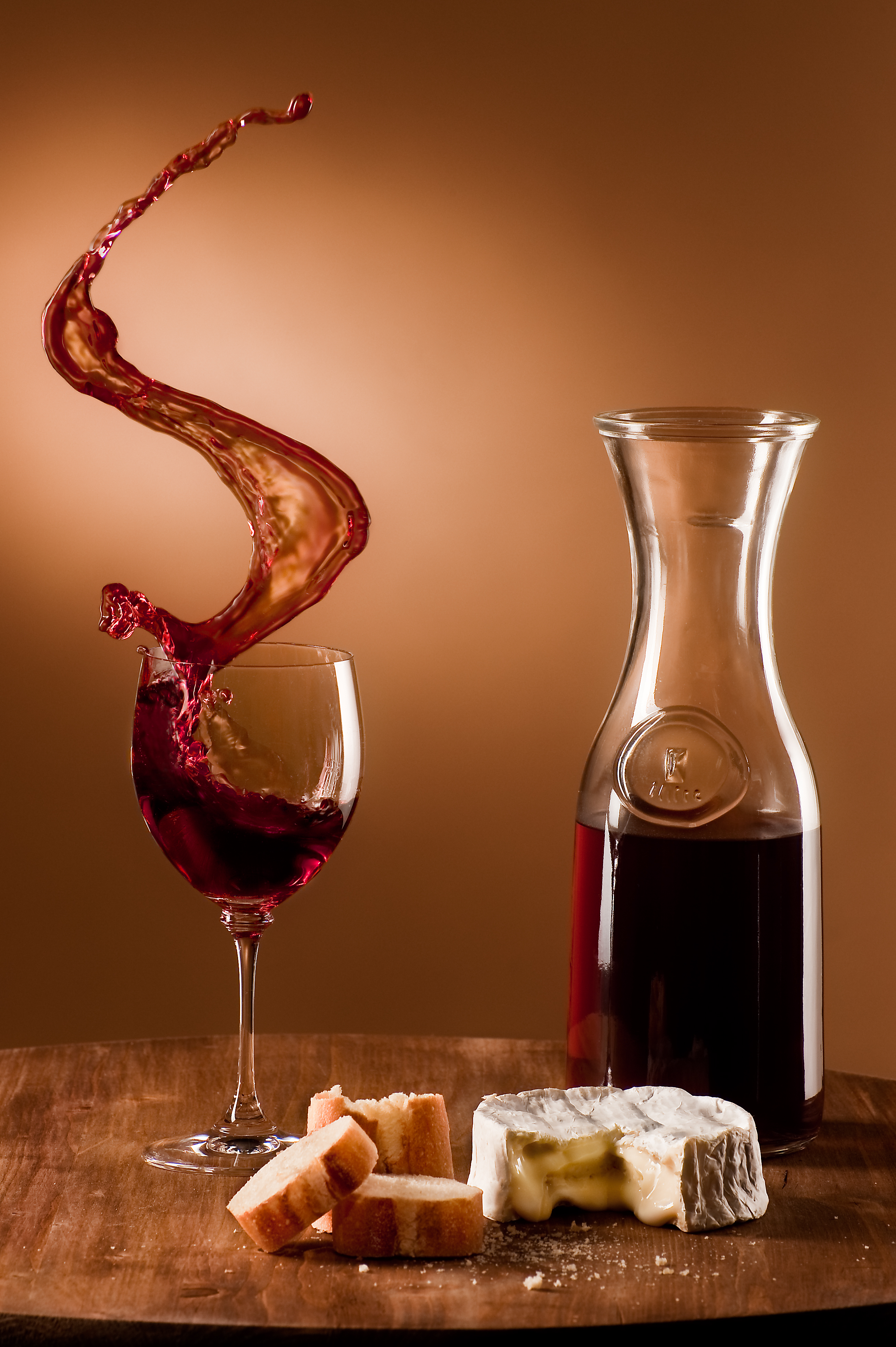
Composició al voltant del vi.
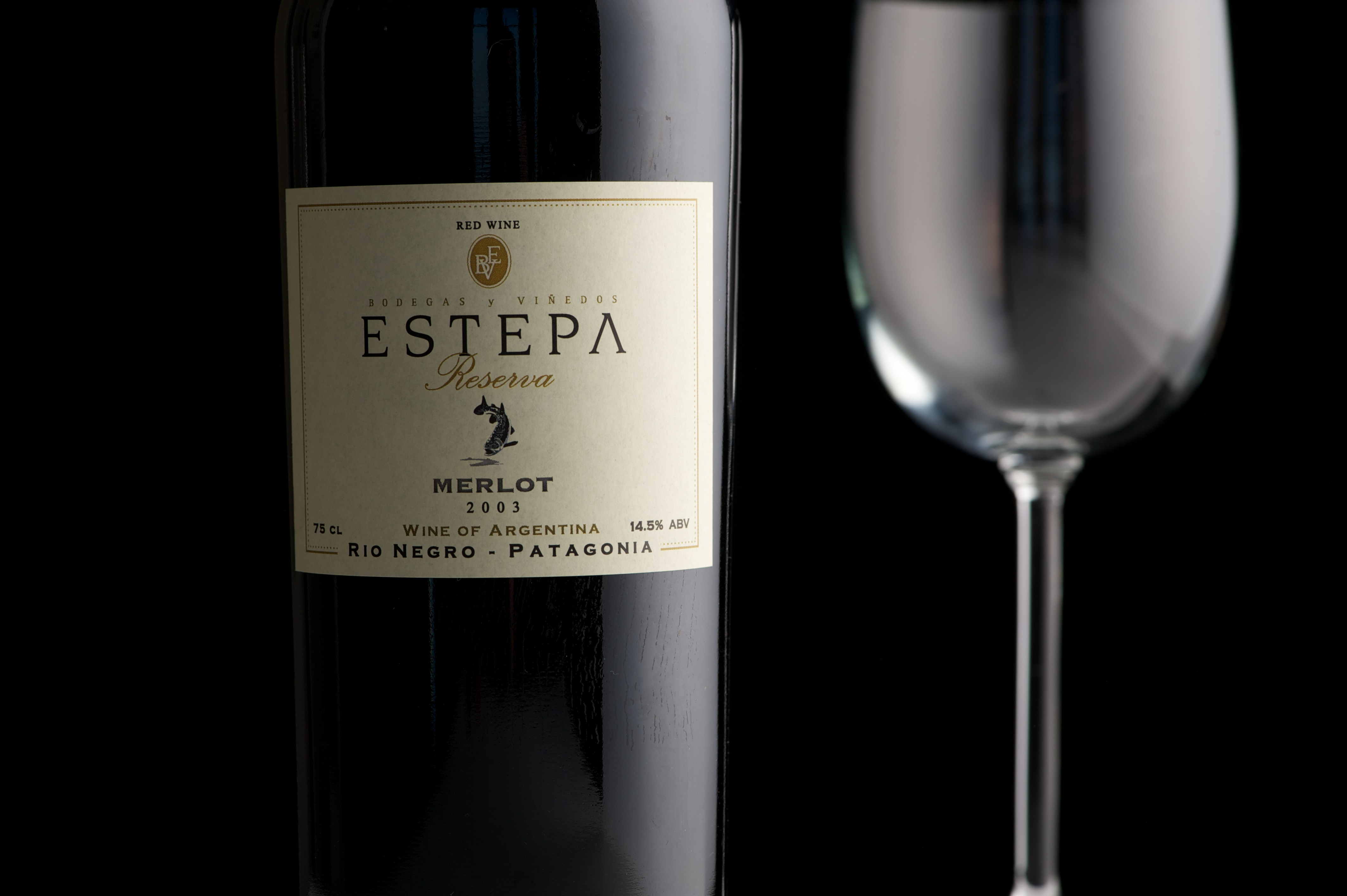
Merlot de Río Negro, Patagonia.